# Achim Doerfer
Achim Doerfer (geboren 6. Oktober 1965 in Göttingen) ist ein deutscher Jurist und Publizist. Der promovierte Rechtsphilosoph veröffentlichte mehrere Sachbücher über Steuergerechtigkeit, Verbraucherschutz und die Defizite der juristischen Aufarbeitung von nationalsozialistischen Verbrechen.

## Leben

### Studium und Beruf
Doerfer wuchs in Göttingen auf. An der dortigen Georg-August-Universität und an der Albert-Ludwigs-Universität Freiburg studierte er Rechtswissenschaften sowie Philosophie. Dem ersten Staatsexamen folgte das Referendariat in Lüneburg, Hamburg und Paris. Seit 1997 ist er als Anwalt mit eigener Kanzlei in Göttingen tätig und zudem inzwischen auch Fachanwalt für Handels- und Gesellschaftsrecht. 2005 wurde Doerfer mit einer Arbeit über die Rechtsphilosophie Lon Fullers promoviert. Ab 2013 absolvierte er berufsbegleitend einen vom Zentralrat der Juden in Kooperation mit der Fachhochschule Erfurt veranstalteten Studiengang mit den Schwerpunkten Management und Interkulturalität, den er 2016 als Master of Arts abschloss. Er ist Lehrbeauftragter für den Studiengang Sozialökonomie an der Universität Hamburg.

### Politisches und gesellschaftliches Engagement
Von 1992 bis 2018 war Doerfer bei der FDP aktiv, war dort Orts- und Kreisvorsitzender und kandidierte bei der Landrats- und die Europawahl. Politisch engagiert er sich für den interkulturellen bzw. interreligiösen Dialog, Bürgerrechte im Internet und mehr Transparenz. Gute Integrationspolitik ist für ihn „kein Kuschelthema“, sondern auch ein Bildungsthema, ein Wirtschaftsthema und mit Blick auf den demografischen Wandel eine „praktische Notwendigkeit“. Seit 2001 ist er Bundesvorsitzender der „Liberalen Türkisch-Deutschen Vereinigung“. Zudem ist er Vorstandsmitglied und Schatzmeister der Jüdischen Gemeinde Göttingen und tritt als solches öffentlich gegen Antisemitismus ein. Im Juni 2022 wurde er zum stellvertretenden Vorsitzenden des Landesverbandes der Israelitischen Kultusgemeinden von Niedersachsen gewählt und im Mai 2025 in diesem Amt bestätigt. 

### Publizistisches Wirken
Publizistisch trat Doerfer durch Beiträge in der Jüdischen Allgemeinen, im The European sowie durch mehrere vielbeachtete Sachbücher über Steuergerechtigkeit und Verbraucherschutz in Erscheinung. 2021 legte er mit Irgendjemand musste die Täter ja bestrafen eine Monographie über jüdischen Widerstand gegen die NS-Gewaltherrschaft und jüdische Vergeltung an den Tätern nach Kriegsende vor und erschloss damit eine jüdische Sicht auf ein bisher verdrängtes Kapitel deutscher Erinnerungskultur. Zudem veröffentlicht er regelmäßig auf detektor.fm Podcasts zu Rechtsthemen.

### Privates
Doerfer ist Sohn des Turkologen Gerhard Doerfer und einer Holocaust-Überlebenden. Er selbst hat zwei Kinder. Sein Bruder wanderte 1999 nach Israel aus und ist dort inzwischen Rabbiner.

## Veröffentlichungen
- Die Moral des Rechts: zur Rechtsphilosophie Lon L. Fullers. Nomos Verlag, Baden-Baden 2006, ISBN 978-3-8329-1802-6.
- Die Steuervermeider: Wie wir um Milliarden betrogen werden.  Verlagshaus Hoffmann und Campe, Hamburg 2014, ISBN 978-3-455-50322-7.
- Die große Abzocke: Wie Konzerne systematisch die Kunden übers Ohr hauen. Knaur Verlag, München 2016, ISBN 978-3-426-78859-2.
- Irgendjemand musste die Täter ja bestrafen: Die Rache der Juden, das Versagen der deutschen Justiz nach 1945 und das Märchen deutsch-jüdischer Versöhnung. Verlag Kiepenheuer & Witsch, Köln 2021, ISBN 978-3-462-05088-2.